# Зенитный ракетный комплекс

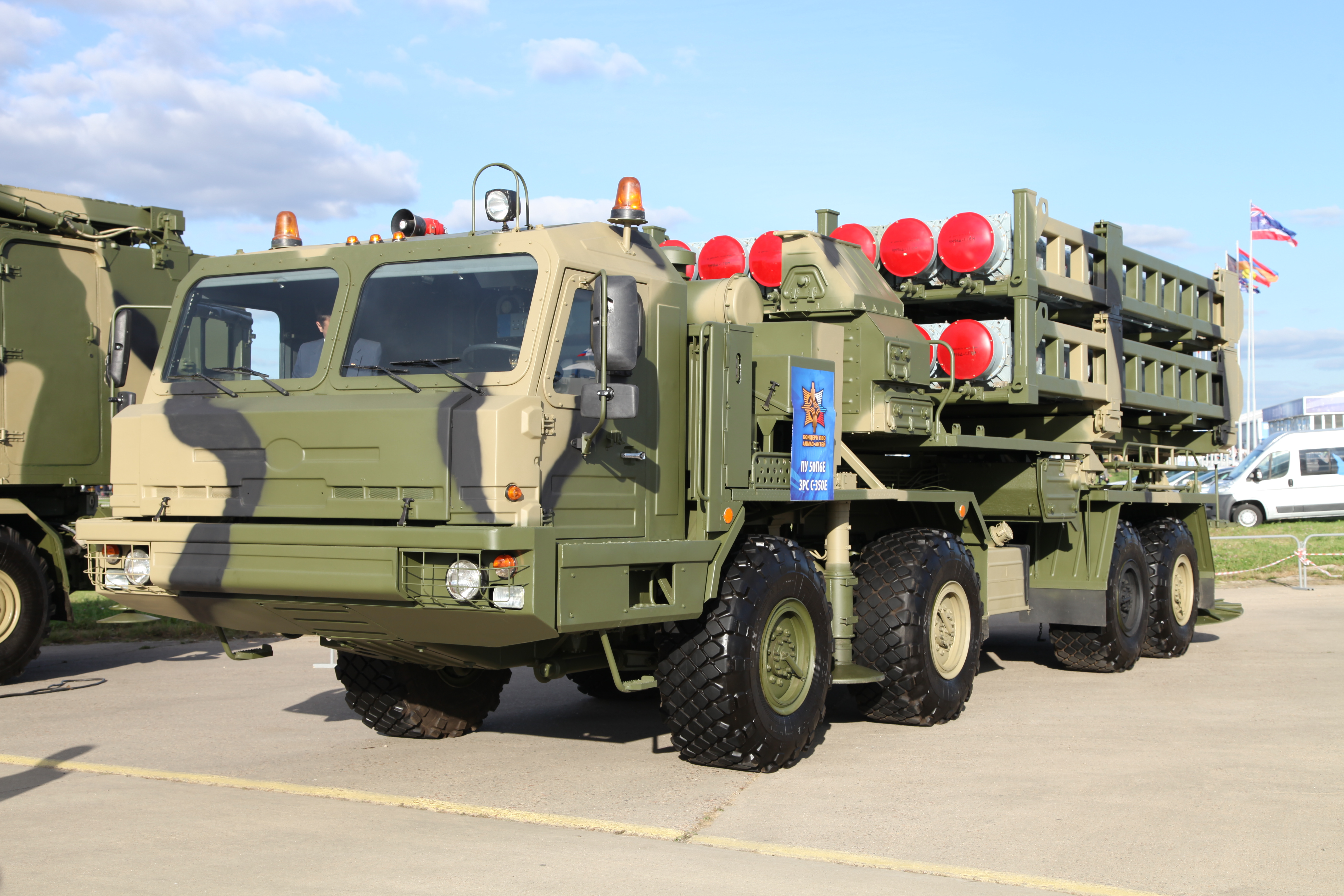
Зенитный ракетный комплекс «Витязь»

Зенитный ракетный комплекс (ЗРК) — совокупность функционально связанных боевых и технических средств, обеспечивающих решение задач по борьбе со средствами воздушно-космического нападения противника.
В состав ЗРК в общем случае входят:
- средства транспортировки зенитных управляемых ракет (ЗУР) и заряжания ими пусковой установки;
- пусковая установка ЗУР;
- зенитные управляемые ракеты;
- средства разведки воздушного противника;
- наземный запросчик системы определения госпринадлежности воздушной цели;
- средства управления ракетой (может находиться на ракете — при самонаведении);
- средства автоматического сопровождения воздушной цели (может находиться на ракете);
- средства автоматического сопровождения ракеты (самонаводящимся ракетам не требуется);
- средства функционального контроля оборудования;

## Классификация
По театру военных действий:
- корабельные
- сухопутные

Сухопутные ЗРК по мобильности:
- стационарные
- малоподвижные
- мобильные

По способу движения:
- переносные
- буксируемые
- самоходные

По дальности
- ближнего действия
- малой дальности
- средней дальности
- большой дальности

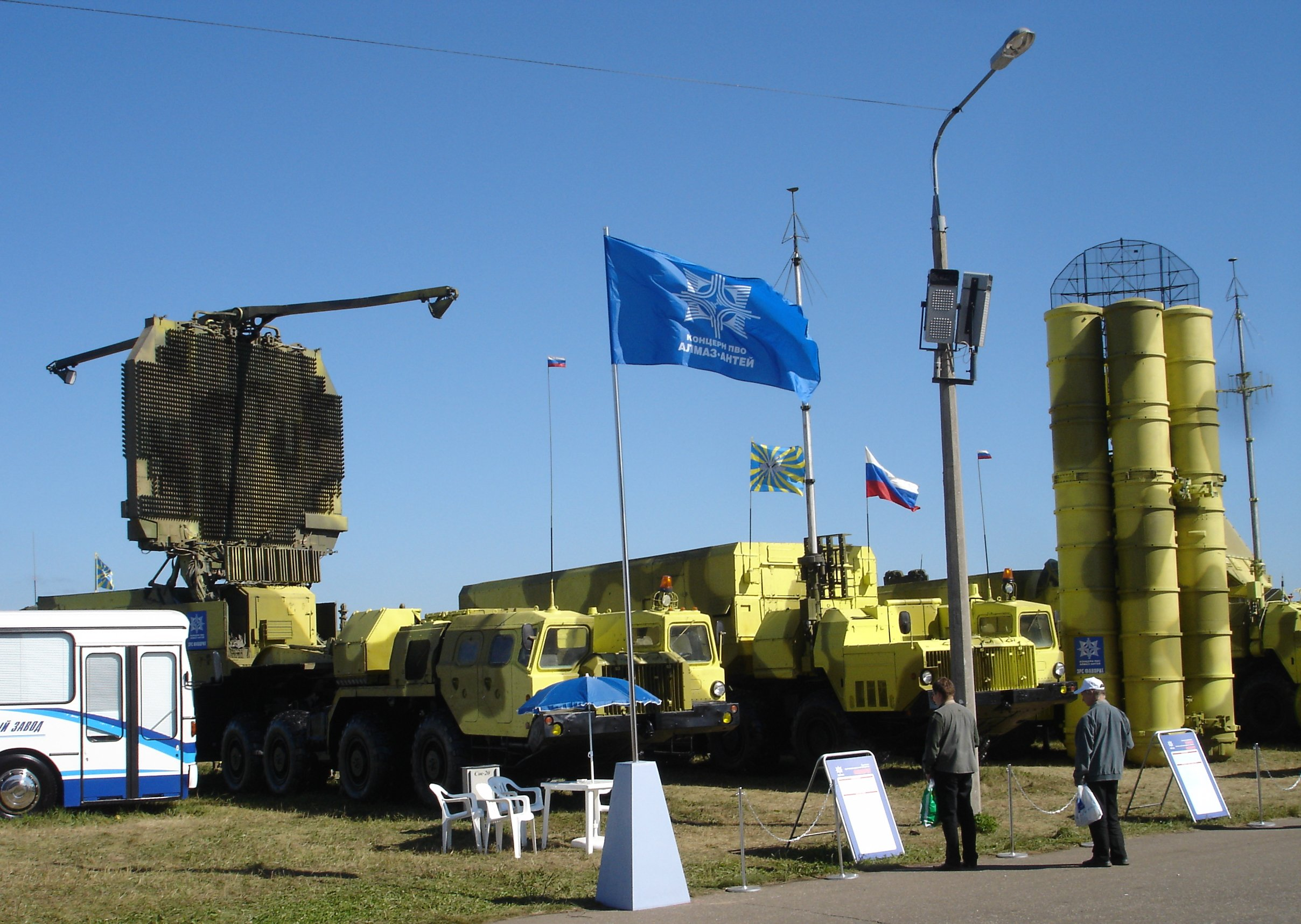
Подвижной состав С-300 ПМУ-2. Слева направо: РЛО 64Н6Е2, командный пункт (пункт боевого управления) 54К6Е2 и пусковая установка 5П85

- сверхбольшой дальности (представлены единственным образцом CIM-10 Bomarc)

По способу наведения (см. способы и методы наведения)
- с радиокомандным управлением ракетой 1-го или 2-го рода
- с наведением ракет по радиолучу
- с самонаведением ракеты

По способу автоматизации
- автоматические
- полуавтоматические
- неавтоматические

По подчинению:
- полковые
- дивизионные
- армейские
- окружные

## Способы и методы наведенияЗУР

### Способы наведения
1. Телеуправление первого рода
  - Станция сопровождения цели находится на земле
  - Летящая ЗУР сопровождается станцией визирования ракеты
  - Необходимый манёвр рассчитывается наземным счётно-решающим прибором
  - На ракету передаются команды управления, которые преобразуются автопилотом в управляющие сигналы рулям
2. Телеуправление второго рода
  - Станция сопровождения цели находится на борту ЗУР и координаты цели относительно ракеты передаются на землю
  - Летящая ЗУР сопровождается станцией визирования ракеты
  - Необходимый манёвр рассчитывается наземным счётно-решающим прибором
  - На ракету передаются команды управления, которые преобразуются автопилотом в управляющие сигналы рулям
3. Теленаведение по лучу
  - Станция сопровождения цели находится на земле
  - Наземная станция наведения ракет создает в пространстве электромагнитное поле, с равносигнальным направлением, соответствующим направлению на цель.
  - Счётно-решающий прибор находится на борту ЗУР и вырабатывает команды автопилоту, обеспечивая полёт ракеты вдоль равносигнального направления.
4. Самонаведение
  - Станция сопровождения цели находится на борту ЗУР
  - Счётно-решающий прибор находится на борту ЗУР и генерирует команды автопилоту, обеспечивающие сближение ЗУР с целью

Виды самонаведения:
- активное — ЗУР использует активный метод локации цели: излучает зондирующие импульсы;
- полуактивное — цель облучается наземной РЛС подсвета, а ЗУР принимает эхо-сигнал;
- пассивное — ЗУР лоцирует цель по её собственному излучению (тепловому следу, работающей бортовой РЛС и т. п.) или контрасту на фоне неба (оптическому, тепловому и т. п.).

### Методы наведения
1. Двухточечные методы — наведение осуществляется на основании информации о цели (координат, скорости и ускорения) в связанной системе координат (системе координат ракеты).
Применяются при телеуправлении второго рода и самонаведении.
- Метод пропорционального сближения — угловая скорость вращения вектора скорости ракеты пропорциональна угловой скорости поворота

линии визирования (линии «ракета-цель»): {\displaystyle {\frac {d\psi }{dt}}=k{\frac {d\chi }{dt}}},

где {\displaystyle {\frac {d\psi }{dt}}} — угловая скорость вектора скорости ракеты;

{\displaystyle \psi } — угол пути ракеты;

{\displaystyle {\frac {d\chi }{dt}}} — угловая скорость вращения линии визирования;

{\displaystyle \chi } — азимут линии визирования;

{\displaystyle k} — коэффициент пропорциональности.
Метод пропорционального сближения является общим методом самонаведения, остальные — его частными случаями, которые определяются значением коэффициента пропорциональности k:

- k = 1 — метод погони;
- k = ∞ — метод параллельного сближения;
- метод погони[англ.] — вектор скорости ракеты всегда направлен на цель;
- метод прямого наведения — ось ракеты направлена на цель (близок к методу погони с точностью до угла атаки α и угла скольжения β, на которые вектор скорости ракеты повернут относительно её оси);
- метод параллельного сближения — линия визирования на траектории наведения остаётся параллельной самой себе, и при прямолинейном полёте цели ракета также летит по прямой.

2. Трёхточечные методы — наведение осуществляется на основании информации о цели (координат, скоростей и ускорений) и о наводимой на цель ракете (координат, скоростей и ускорений) в стартовой системе координат, чаще всего связанной с наземным пунктом управления.
Применяются при телеуправлении первого рода и теленаведении.
- Метод трёх точек (метод совмещения, метод накрытия цели) — ракета находится на линии визирования цели;
- метод трёх точек с параметром — ракета находится на линии, упреждающей линию визирования на угол, зависящий от разности дальностей ракеты и цели.

## История

### Первые опыты
Первая попытка создать управляемый дистанционный снаряд для поражения воздушных целей была предпринята в Великобритании Арчибальдом Лоу. Его «воздушная цель» (Aerial Target), названная так для введения в заблуждение немецкой разведки, представляла собой радиокомандноуправляемый винтовой аппарат с поршневым двигателем ABC Gnat. Снаряд предназначался для уничтожения цеппелинов и тяжёлых германских бомбардировщиков. После двух неудачных запусков в 1917 году программа была закрыта из-за малого интереса к ней командования ВВС.
В 1935 году Сергей Королёв предложил идею зенитной ракеты «217», наводящейся по лучу прожектора при помощи фотоэлементов. Работы над снарядом велись некоторое время до стадии отработки.
В самом начале Второй мировой войны Великобритания активно рассматривала различные проекты создания зенитных ракет. Из-за нехватки ресурсов, впрочем, большее внимание было уделено более традиционным решениям в виде пилотируемых истребителей и усовершенствованных зенитных орудий, и ни один из проектов 1939—1940 годов не был доведен до практического применения. С 1942 года в Великобритании велись работы над созданием зенитных управляемых снарядов Brakemine и Stooge, также не завершенные в связи с окончанием военных действий.
Первыми в мире зенитными управляемыми ракетами, доведенными до стадии опытного производства, были создававшиеся с 1943 года в нацистской Германии ракеты «Рейнтохтер», Hs-117 «Шметтерлинг» и «Вассерфаль» (последняя к началу 1945 года была испытана и готова к запуску в серийное производство, которое так и не началось).
В 1944 году, столкнувшись с угрозой со стороны японских камикадзе, ВМФ США инициировал разработку зенитных управляемых снарядов, предназначенных для защиты кораблей. Были запущены два проекта — дальнобойная зенитная ракета Lark и более простая KAN. Ни одна из них не успела принять участия в боевых действиях. Разработка Lark продолжалась до 1950 года, но, хотя ракета успешно прошла испытания, она была сочтена слишком устаревшей морально и никогда не устанавливалась на корабли.

### Первые ракеты на вооружении
Первоначально в послевоенных разработках уделялось значительное внимание немецкому техническому опыту.
В СССР велись работы по воспроизводству и развитию целого ряда немецких зенитных ракет, как управляемых, так и неуправляемых: «Вассерфаль», «Рейнтохтер», «Шметтерлинг», «Тайфун» и других. Так немецкая «Вассерфаль» после некоторой доработки получила индекс Р-101, её разрабатывал НИИ-88, однако, из-за высокой загруженности тематикой баллистических ракет дальнего действия работы по ней продвигались медленно, а понимание важности системы боевого управления в тот период ещё отсутствовало. После серий испытаний, которые выявили недостатки в ручной системе наведения, а также ряд ошибок немецких конструкторов, было принято решение о прекращении модернизации трофейной ракеты.
В начале 1950-х принимается решение о начале разработки системы ПВО Москвы, которая должна была обладать возможностью отражения массированного налёта авиации противника с участием до 1200 самолётов. Разработчиками советского зенитного ракетного комплекса по проекту «Беркут» (главные конструкторы Куксенко, Берия и заместитель главного конструктора Расплетин) в итоге была создана С-25 (принята на вооружение в 1955 году). Чрезвычайно эффективный для своего времени, комплекс оказался очень сложным и дорогим, и развёртывался только вокруг Москвы (два кольца ПВО, 2000 км подъездных путей, 56 стартовых позиций многоканальных ЗРК и соответственно, 56 зенитных ракетных полков). От дальнейшего развёртывания системы отказались по экономическим причинам. Первым широко развёртываемым советским зенитно-ракетным комплексом стал С-75.
В США сразу после войны существовали де-факто три независимые программы разработки зенитных ракет: армейская программа «Nike», программа ВВС США SAM-A-1 GAPA и флотская программа «Bumblebee». Американские инженеры также предприняли попытку создания зенитной ракеты на базе германской «Вассерфаль» в рамках программы «Гермес», но отказались от этой идеи ещё на ранней стадии проработки.
Первой зенитной ракетой, созданной в США, была MIM-3 Nike Ajax, разработанная Армией США. Ракета имела определенное техническое сходство с С-25, но комплекс «Nike-Ajax» был гораздо проще советского аналога. В то же время MIM-3 Nike Ajax был гораздо дешевле С-25, и, принятый на вооружение в 1953, разворачивался в огромных количествах для прикрытия городов и военных баз на территории США. Всего к 1958 году было развёрнуто более 200 батарей MIM-3 Nike Ajax.
Третьей страной, развернувшей в 1950-х годах собственные ЗРК, была Великобритания. В 1958 году Королевские военно-воздушные силы Великобритании приняли на вооружение ЗРК Bristol Bloodhound, оснащенный прямоточным двигателем и предназначенный для защиты военно-воздушных баз. Он оказался настолько удачен, что его улучшенные версии состояли на вооружении до 1999 года. Британская армия создала аналогичный по компоновке, но отличающийся рядом элементов комплекс English Electric Thunderbird для прикрытия своих баз.

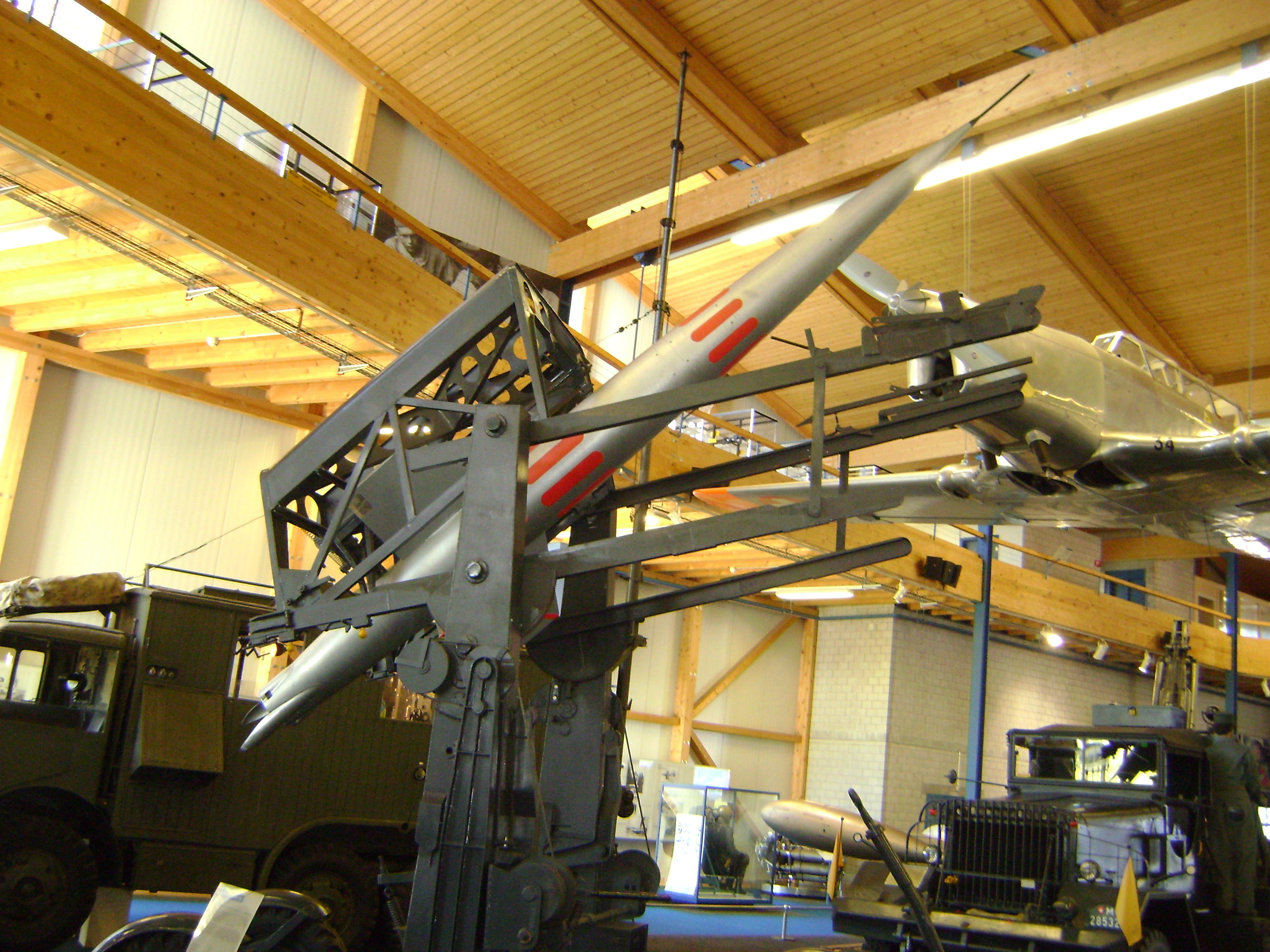
Oerlikon RSC-51

Помимо США, СССР и Великобритании, собственный ЗРК в начале 1950-х создала Швейцария. Разработанный ею комплекс Oerlikon RSC-51 поступил на вооружение в 1951 году и стал первым коммерчески доступным ЗРК в мире (хотя его закупки в основном предпринимались с исследовательскими целями). Комплекс никогда не участвовал в боевых действиях, но послужил основой для развития ракетостроения в Италии и Японии, закупивших его в 1950-х.
В это же время были созданы и первые ЗРК морского базирования. В 1956 году американский флот принял на вооружение ЗРК RIM-2 Terrier средней дальности, предназначенный для защиты кораблей от крылатых ракет и бомбардировщиков-торпедоносцев.

### ЗУР второго поколения
В конце 1950-х — начале 1960-х развитие реактивной военной авиации и крылатых ракет привело к широкому развитию ЗРК. Появление летательных аппаратов, двигающихся быстрее скорости звука, окончательно сделало тяжелую ствольную зенитную артиллерию устаревшим видом оружия. В свою очередь, миниатюризация ядерных боевых частей позволила оснащать ими зенитные ракеты. Радиус поражения ядерного заряда эффективно компенсировал любую мыслимую ошибку наведения ракеты, позволяя поразить и разрушить самолёт противника даже при сильном промахе.
В 1958 году США приняли на вооружение первый в мире дальнобойный ЗРК MIM-14 Nike-Hercules. Являвшийся развитием MIM-3 Nike Ajax, комплекс имел гораздо большую дальность (до 140 км) и мог оснащаться ядерным зарядом W31 мощностью 2-40 кт. Массово развертываясь на основе инфраструктуры, созданной для предшествующего комплекса «Аякс», комплекс MIM-14 Nike-Hercules оставался наиболее эффективным ЗРК мира до 1967 года.
В это же время ВВС США разработали свой собственный, единственный сверхдальнобойный зенитно-ракетный комплекс CIM-10 Bomarc. Ракета представляла собой де-факто беспилотный истребитель-перехватчик с прямоточным двигателем и активным самонаведением. К цели она выводилась с помощью сигналов системы наземных радаров и радиомаяков. Радиус эффективного действия «Бомарка» составлял, в зависимости от модификации, 450—800 км, что делало его наиболее дальнобойным зенитным комплексом из когда-либо созданных. «Бомарк» предназначался для эффективного прикрытия территорий Канады и США от пилотируемых бомбардировщиков и крылатых ракет, но в связи с бурным развитием баллистических ракет быстро утратил своё значение.
Советский Союз в 1957 году принял на вооружение свой первый массовый зенитно-ракетный комплекс С-75, примерно аналогичный по характеристикам MIM-3 Nike Ajax, но более мобильный и адаптированный для передового развертывания. Система С-75 производилась в больших количествах, став основой ПВО как территории страны, так и войск СССР. Комплекс наиболее широко за всю историю ЗРК поставлялся на экспорт, став основой систем ПВО более чем в 40 странах, успешно применялся в военных действиях во Вьетнаме.

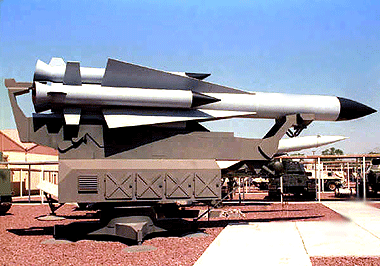
С-200

Большие габариты советских ядерных боевых частей препятствовали вооружению ими зенитных ракет. Первый советский ЗРК большой дальности С-200, имевший радиус действия до 240 км и способный нести ядерный заряд, появился лишь в 1967 году. На протяжении 1970-х ЗРК С-200 являлся наиболее дальнобойной и эффективной системой ПВО в мире.
К началу 1960-х стало ясно, что существующие ЗРК имеют крупные недостатки, прежде всего низкую мобильность и неспособность поражать цели на малых высотах. Появление сверхзвуковых самолётов поля боя, подобных Су-7 и Republic F-105 Thunderchief, сделало обычную зенитную артиллерию недостаточно эффективным средством защиты.
В 1959—1962 годах были созданы первые зенитные ракетные комплексы, предназначенные для передового прикрытия войск и борьбы с низколетящими целями: американский MIM-23 Hawk 1959 года, и советский С-125 1961 года.
Активно развивались и системы ПВО военно-морского флота. В 1958 году ВМФ США впервые принял на вооружение дальнобойный морской ЗРК RIM-8 Talos. Ракета дальностью от 90 до 150 км предназначалась для противостояния массированным налётам морской ракетоносной авиации и могла нести ядерный заряд. Ввиду чрезвычайной стоимости и огромных габаритов комплекса он развертывался сравнительно ограниченно, в основном на перестроенных крейсерах времён Второй мировой (единственным специально построенным под «Талос» носителем стал атомный ракетный крейсер USS Long Beach).
Основным ЗРК ВМФ США оставался активно модернизируемый RIM-2 Terrier, возможности и дальность которого были сильно увеличены, включая создание модификаций ЗУР с ядерными боевыми частями. В 1958 году также был разработан ЗРК малого радиуса действия RIM-24 Tartar, предназначенный для вооружения небольших кораблей.
Программа разработки ЗРК для защиты советских кораблей от авиации была начата в 1955 году, к разработке предлагались ЗРК ближнего, среднего, большого радиуса действия и ЗРК непосредственной защиты корабля. Первым советским зенитным ракетным комплексом ВМФ, созданным в рамках этой программы, стал ЗРК ближнего действия M-1 «Волна», который появился в 1962 году. Комплекс представлял собой морскую версию ЗРК С-125, использовавшую те же ракеты.
Попытка СССР разработать более дальнобойный морской комплекс М-2 «Волхов» на базе С-75 оказалась безуспешной — несмотря на эффективность самой ракеты В-753, ограничения, вызванные значительными габаритами исходной ракеты, применением на маршевой ступени ЗУР жидкостного двигателя и низкой огневой производительности комплекса, привели к остановке развития этого проекта.
В начале 1960-х свои собственные морские ЗРК создала также Великобритания. Принятый на вооружение в 1961 году Sea Slug оказался недостаточно эффективным и к концу 1960-х ВМФ Великобритании разработал ему на смену значительно более совершенный ЗРК Sea Dart, способный поражать самолёты на расстоянии до 75—150 км. В это же время в Великобритании был создан первый в мире ЗРК ближней самообороны Sea Cat, активно поставлявшийся на экспорт ввиду своей высочайшей надёжности и сравнительно малых габаритов.

### Эпоха твёрдого топлива
Развитие технологий высокоэнергетического смесевого твёрдого ракетного топлива в конце 1960-х годов позволило отказаться от применения на зенитных ракетах сложного в эксплуатации жидкого топлива и создать эффективные и обладающие большой дальностью полёта твердотопливные зенитные ракеты. Учитывая отсутствие необходимости в предпусковой заправке, такие ракеты могли храниться уже полностью готовыми к пуску и эффективно применяться по противнику, обеспечивая необходимую огневую производительность. Развитие же электроники позволило усовершенствовать системы наведения ракет и использовать новые головки самонаведения и неконтактные взрыватели для существенного повышения точности ЗУР.
Разработка зенитных ракетных систем нового поколения началась почти одновременно в США и СССР. Большое количество технических проблем, которые предстояло решить, привели к тому, что программы разработки существенно затянулись, и лишь в конце 1970-х новые ЗРК поступили на вооружение.
Первым принятым на вооружение наземным ЗРК, полностью удовлетворяющим требованиям третьего поколения, стал советский зенитно-ракетный комплекс С-300, разработанный и принятый на вооружение в 1978 году. Развивая линейку советских зенитных ракет, комплекс впервые в СССР использовал твёрдое топливо для ЗУР большой дальности и миномётный старт из транспортно-пускового контейнера, в котором ракета постоянно хранилась в герметичной инертной среде (азот), полностью готовая к старту. Отсутствие необходимости в длительной предстартовой подготовке существенно сокращало время реакции комплекса на воздушную угрозу. Также за счет этого существенно повысилась мобильность комплекса, уменьшилась его уязвимость для воздействия противника.
Аналогичный комплекс в США — MIM-104 Patriot, начал разрабатываться ещё в 1960-х, но из-за отсутствия чётких требований к комплексу и их регулярному изменению его разработка чрезвычайно затянулась и комплекс был принят на вооружение лишь в 1981 году. Предполагалось, что новый ЗРК должен будет заменить устаревшие комплексы MIM-14 Nike-Hercules и MIM-23 Hawk в качестве эффективного средства поражения целей как на больших, так и на малых высотах. При разработке комплекса с самого начала закладывалось применение как против аэродинамических, так и против баллистических целей, то есть предполагалось использовать его не только для ПВО, но и для ПРО театра военных действий.
Существенное развитие (особенно в СССР) получили ЗРК непосредственной защиты войск. Широкое развитие ударных вертолётов и управляемого тактического вооружения привели к необходимости насыщения войск зенитными комплексами на полковом и батальонном уровне. В период 1960-х — 1980-х годов на вооружение были приняты разнообразные мобильные системы войсковой ПВО, такие, как советские, 2К11 «Круг», 2К12 «Куб», 9К33 «Оса» американская MIM-72 Chaparral, британская Рапира.
В это же время появились и первые переносные зенитные ракетные комплексы (ПЗРК).
Развивались и морские ЗРК. Технически первым в мире ЗРК нового поколения стала разработанная в 1960-х годах и принятая на вооружение в 1967 году модернизация американских морских ЗРК в части применения ЗУР типа «Standard-1». Ракеты этого семейства предназначались для замены всей предшествующей линейки ракет военно-морских ЗРК США, так называемых «трёх T»: Talos, Terrier и Tartar — новыми, в высокой степени универсализированными ракетами, использующими существующие пусковые установки, средства хранения и системы боевого управления. Тем не менее, разработка систем хранения и пуска ЗУР из ТПК для ракет семейства «Standard» по ряду причин откладывалась и была завершена лишь в конце 1980-х с появлением ПУ Mk 41. Разработка универсальных установок вертикального пуска позволила существенно увеличить скорострельность и возможности системы.
В СССР в начале 1980-х на вооружение ВМФ был принят зенитно-ракетный комплекс С-300Ф «Форт» — первый в мире морской комплекс дальнего действия с базированием ракет в ТПК, а не на балочных установках. Комплекс представлял собой морскую версию наземного комплекса С-300, и отличался очень высокой эффективностью, хорошей помехозащищённостью и наличием многоканального наведения, позволяющего одной РЛС наводить сразу несколько ракет на несколько целей. Тем не менее, из-за ряда конструкторских решений: вращающихся револьверных ПУ, тяжёлой многоканальной РЛС целеуказания, комплекс получился очень тяжёлым и крупногабаритным и подходил для размещения лишь на крупных кораблях.
В целом, в 1970—1980-е, развитие ЗРК шло по пути улучшения логистических характеристик ракет путём перехода на твёрдое топливо, хранение в ТПК и применение установок вертикального пуска, а также увеличение надёжности и помехозащищённости аппаратуры за счёт применения достижений микроэлектроники и унификации.

### Современные ЗРК
Современное развитие ЗРК, начиная с 1990-х, в основном направлено на увеличение возможностей поражения высокоманевренных, низколетящих и малозаметных целей (выполненных по стелс-технологии). Большинство современных ЗРК проектируется также, с расчётом на, по крайней мере, ограниченные возможности по уничтожению ракет малой дальности.
Так, развитие американского ЗРК «Patriot» в новых модификациях, начиная с PAC-1 (англ. Patriot Advanced Capabilites), было в основном переориентировано на поражение баллистических, а не аэродинамических целей. Предполагая аксиомой военной кампании возможность достижения превосходства в воздухе на достаточно ранних стадиях конфликта, США и ряд других стран рассматривают как основного оппонента для ЗРК не пилотируемые самолёты, а крылатые и баллистические ракеты противника.
В СССР и позднее в России продолжалось развитие линейки зенитных ракет С-300. Был разработан ряд новых комплексов, включая принятую на вооружение в 2007 году ЗРС С-400. Основное внимание при их создании уделялось увеличению количества одновременно сопровождаемых и обстреливаемых целей, совершенствованию способности поражать низколетящие и малозаметные цели. Военная доктрина РФ и ряда других государств отличается более комплексным подходом к ЗРК большой дальности, рассматривая их не как развитие зенитной артиллерии, но как самостоятельную часть военной машины, совместно с авиацией обеспечивающую завоевание и удержание господства в воздухе. Противоракетной обороне от баллистических ракет уделялось несколько меньше внимания, но в последнее время ситуация переменилась. Сейчас разрабатывается С-500.
Особое развитие получили военно-морские комплексы, среди которых на одном из первых мест стоит система оружия «Иджис» с ЗУР «Стандарт». Появление УВП Mk 41 с очень высоким темпом пуска ракет и высокой степенью универсальности за счёт возможности размещения в каждой ячейке УВП широкой гаммы управляемого оружия (включая все виды приспособленных для вертикального пуска ракет «Стандарт», ЗУР ближнего радиуса действия «Си Спарроу» и её дальнейшего развития — ESSM, противолодочной ракеты RUR-5 ASROC и крылатых ракет «Томагавк») способствовало широкому распространению комплекса. На данный момент ракеты «Стандарт» состоят на вооружении флотов семнадцати государств. Высокие динамические характеристики и универсальность комплекса способствовали разработке на его базе противоракет и противоспутникового оружия SM-3.